# Karim Kouider
Pas d'image ? Cliquez ici

a Compétitions nationales et continentales officielles uniquement.

Dernière mise à jour le 15 septembre 2019.
Karim Kouider, né le 15 septembre 1985 à Béziers, est un joueur de rugby à XV français. Il joue au poste de pilier droit.

## Biographie
Après avoir été formé a Pau a la Section paloise lors de la saison 2005-2006, où il dispute ces premier match de Challenge européen face a Parme et au London Irish. Après avoir enchaîné quelque match de Top 16 notamment au Castres Olympique le 23 décembre 2005 puis a Clermont, Karim choisis de rester dans le Béarn à Pau club qui la formé et qui lui a donné sa chance. Reléguée en Pro D2, la Section paloise lui offre son premier contrat professionnel par le biais de son excellent centre de formation Il dispute les matchs de championnat lors de la saison 2006-2007 de Pro D2, participant à 18  rencontres, puis vingt deux la saison suivante et douze en 2008-2009. 
À la suite d'une saison 2009-2010 pleine avec la Section paloise, 24 matchs et deux essais, il est courtisé par plusieurs clubs du Top 14. Il choisit finalement le SU Agen, de retour dans l'élite du rugby français. Il participe à 17 matchs, 11 de Top 14 et six en challenge européen. C'est en Pro D2, à Aix-en-Provence au PARC, qu'il choisit de rebondir pour la saison 2011-2012 où il dispute 25 matchs et inscrit un essai. Il retrouve l'élite en s'engagant au FC Grenoble pour la saison 2012-2013. En championnat, il dispute six rencontres et inscrit un essai, participant également à cinq matchs de challenge européen.
Il rejoint l'US Carcassonne en juillet 2013. Il dispute 17 matchs lors de la saison 2013-2014 de Pro D2 puis 14 matchs et inscrit deux essais lors de la saison suivante. Après deux saisons à Carcassonne, il rejoint le Lyon OU, club qui termine en tête du Championnat de Pro D2 2015-2016 il finira champion de france Prod2 avec le Lyon OU après une saison pleine en tant que  doublure au poste de David Attoub il retrouve ainsi le Top14. En février 2016, sa signature en faveur du club de Béziers est annoncée. Il y reste trois saisons avant de partir à Valence Romans DR. Joueur français d'origine algérienne sollicité par la Fédération algérienne de rugby, Karim n'a jamais donné suite à ces sollicitations.